# Wilton Mkwayi
Wilton Zamisile Mkwayi (* 17. Dezember 1923 bei Middledrift; † 23. Juli 2004 in King William’s Town) war ein südafrikanischer Anti-Apartheid-Aktivist, Gewerkschafter und Politiker, der dem African National Congress (ANC) angehörte.

## Leben
Mkwayi wuchs als Kind von Landarbeitern mit sechs Geschwistern im Gebiet der heutigen Provinz Ostkap auf. Im Alter von zehn Jahren besuchte er in Keiskammahoek erstmals eine Schule. 1940 trat er 17-jährig dem ANC bei, dem auch sein Vater angehörte. 1943 verließ er die Schule, um in Somerset West in einer Dynamitfabrik zu arbeiten. Zwei Jahre später zog er nach Port Elizabeth und nahm dort andere Jobs an. 
1952 gehörte Mkwayi in Port Elizabeth zu den lokalen Organisatoren der Defiance Campaign. Er schrieb für die einheimischen Zeitungen The Guardian und New Age. Mkwayi organisierte mehrere Streiks und wurde zu einer Geldstrafe verurteilt. 1955 nahm er am oppositionellen Congress of the People teil, auf dem die Freiheitscharta verabschiedet wurde. Ab 1956 gehörte er zu den 156 Angeklagten im Treason Trial. Vor dem Prozessende konnte er fliehen. Er lebte kurzzeitig in Basutoland, wo er andere südafrikanische Oppositionelle traf. Mit einigen von ihnen, darunter Adelaide Tambo und Moses Mabhida, reiste er 1960 über Kongo-Léopoldville und Ghana in das Vereinigte Königreich, wo er mit dem British Trade Unions Council (BTUC) konferierte. Das BTUC finanzierte ihm anschließend Reisen in die Tschechoslowakei und nach Rumänien, wo er für den South African Congress of Trade Unions (SACTU) aktiv war.
Mkwayi war Mitglied des Umkhonto we Sizwe (MK). Er war einer der ersten sechs Südafrikaner, die für den MK eine militärische Ausbildung erhielten. Er besuchte, aus der Tschechoslowakei kommend, die Militärschule in Nanking in der Volksrepublik China, wo er  Mao Zedong traf. 1962 kehrte er heimlich nach Südafrika zurück und nahm an Sabotageakten teil. Er war oft als Geistlicher verkleidet und blieb lange unbehelligt. Nach der Inhaftierung der MK-Führung in Rivonia wurde er anstelle Raymond Mhlabas Commander-in-chief des MK, bis er 1964 im Haus seiner Freundin Irene Khumalo in Orlando West festgenommen wurde. Mkwayi wurde im Little Rivonia Trial zusammen mit Mac Maharaj und anderen wegen Verstoßes gegen den Sabotage Act und den Suppression of Communism Act angeklagt und im Januar 1965 zu lebenslanger Haft verurteilt. Er kam auf die Gefängnisinsel Robben Island, wo er zusammen mit Verurteilten wie Nelson Mandela und Walter Sisulu Zwangsarbeit verrichten musste.
1987 heiratete Mkwayi seine langjährige Freundin Irene Khumalo im Gefängnis; sie war bereits krebskrank und starb 1988. Zuvor hatten die Behörden alle Gesuche, die Ehe eingehen zu können, abgelehnt. Am 10. Oktober 1989 wurde Mkwayi nach 24 Jahren Haft entlassen. Im Juli 1991 erhielt er einen Sitz im National Executive Committee (NEC) des ANC, dem er bis 1997 angehörte. Von 1994 bis zu seinem Tod im Jahr 2004 war er Mitglied der Nationalversammlung. 
Ab 1996 war Mkwayi mit Patricia Lang-Mkwayi verheiratet. 2004 starb er an einer Krebserkrankung. Bei der Beerdigung hielt die Ministerin Phumzile Mlambo-Ngcuka stellvertretend für Präsident Thabo Mbeki eine Traueransprache.

## Ehrungen
- 1992 würdigte der ANC Mkwayis Engagement mit der höchsten Auszeichnung Isitwalandwe.[5]
- 1999 erhielt er den Order for Meritorious Service in Gold.[6]

## Spitzname
Mkwayis Spitzname war „Bribri“ bzw. „Uncle Bribri“.